# 스위트 프리큐어♪
스위트 프리큐어♪(일본어: スイートプリキュア♪ 스이토 푸리큐아[*], 영어: SUITE PRECURE♪)는 도에이 애니메이션 제작의 애니메이션이다.

## 개요
- 아사히 방송 및 TV 아사히계열을 통해 2011년 2월 6일부터 2012년 1월 29일까지 방영되었다.
- 프리큐어 시리즈 통상 8번째 작품이자 6대 프리큐어에 해당되는 작품. 전작〈하트캐치 프리큐어!〉에 이어 2명 구성으로 시작한다.
- 본 작품의 타이틀인 스위트는 '모음곡'이라는 뜻의 스위트(Suite)로, 그 타이틀처럼 음악과 우정이 메인 테마이다.
- 주제가는 전작의〈하트캐치 프리큐어!〉에서 엔딩을 담당했던 쿠도 마유가 오프닝을, 역시 같은 전작의 오프닝을 담당했던 이케다 아야가 엔딩을 담당한다.
- 호죠 히비키 역의 코시미즈 아미와 미나미노 카나데 역의 오리카사 후미코는 모두 프리큐어 시리즈 전의 ABC 일요일 오전 동일 시간대에 방영했던 작품 《내일의 나쟈》에서 코시미즈가 주인공인 나쟈 역을, 오리카사가 실비 역으로 출연했었다.
- 두 사람은 프리큐어 Splash Star 이후 오랜만에 두 사람이 함께 변신하게 되는 내용이 설정되었다.
- 전작인 프레시 프리큐어!에 이어서 적 캐릭터가 프리큐어로 전향하는 사례가 이어졌으며 프리큐어 최초로 초등학생 출신 프리큐어가 탄생한다.[3] 또 검은 뮤즈라 불리며 기존 프리큐어들과 별개로 활동하는 또다른 프리큐어가 등장한다.
- 빛의 전사 프리큐어의 큐어 화이트 이후 간만에 흰색 계열의 프리큐어가 탄생한다.
- 한국어 더빙판은 2013년 7월 19일부터 11월 10일까지 대원방송에서 방영되었다.

## 방송 일시
| 방송 채널                  | 방송일                           | 방송 시간 |
| -------------------------- | -------------------------------- | --------- |
| TV 아사히 계열 아사히 방송 | 2011년 2월 6일 ~ 2012년 1월 29일 | 종료      |

## 등장인물

### 프리큐어
| 이름                            | 변신 폼     | 각성 화 | 성우                     | 색깔            | 파트너      | 변신 아이템 |
| ------------------------------- | ----------- | ------- | ------------------------ | --------------- | ----------- | ----------- |
| 호죠 히비키 (국내명:최향기)     | 큐어 멜로디 | 1화     | 코시미즈 아미 / 박선영   | 분홍색          | 도리 미리   | 큐어 모듈레 |
| 미나미노 카나데 (국내명:주아윤) | 큐어 리듬   | 1화     | 오리카사 후미코 / 전해리 | 하얀색( 분홍색) | 레리 파리   | 큐어 모듈레 |
| 쿠로카와 엘렌 (국내명:송유리)   | 큐어 비트   | 21화    | 토요구치 메구미 / 김도영 | 파란색          | 솔리 라리   | 큐어 모듈레 |
| 시라베 아코 (국내명:안소희)     | 큐어 뮤즈   | 35화    | 오오쿠보 루미 / 이재현   | 노란색          | 시리 도도리 | 큐어 모듈레 |

### 메이저 랜드
하미 (ハミィ)
성우 - 미츠이시 코토노, Remi(노래) / 채민지
색깔 -      분홍색
메이저 랜드에서 온, '행복의 멜로디'를 노래하는 요정. 인간계에 흩어져 버린 '전설의 악보'의 음표를 모으기 위해,함께 싸울 프리큐어를 구하러 왔다. 평소에는 평범한 고양이처럼 행동한다.
페어리톤
성우 - 쿠도 마유 / 이유리
색깔 -      분홍색 ・      하얀색 ・      주황색 ・      노란색 ・      녹색 ・      물색 ・      파란색 ・      보라색
하미와 함께 인간계로 온 요정들. 도레미파솔라시도를 본따서 도리, 레리, 미리, 파리, 솔리, 라리, 시리, 도도리로 불린다.
크레센드 톤
성우 - 니시하라 쿠미코 / 이유리
색깔 -      금색
메이저 랜드의 전설의 아이템 '힐링 체스트'에 깃든 소리의 정령.
아프로디테
성우 - 히다카 노리코 / 이현진
이 세계의 모든 소리나 음악을 낳고 있는 나라, 메이저 랜드의 여왕이자 아코의 어머니. 전설의 악보에 쓰여져 있는 '행복의 멜로디'를, 일년에 한 번 선택된 노래의 요정에 노래하게 하게 하며, 세계의 평화를 지킨다.
시라베 오토키치 (調辺 音吉)
성우 - 소노베 케이이치 / 안장혁
아프로디테의 아버지이며 아코의 외할아버지이다.

### 마이너 랜드
메피스토 / 메피스트
성우 - 호리우치 켄유 / 안장혁
마이너 랜드의 왕. 전설의 악보에 쓰여져 있는 행복의 멜로디의 음표를 불행의 멜로디로 고쳐서 이 세계를 슬픔으로 가득 차 흘러넘치게 하려고 한 야심가이다. 그러나 실제로는 본 작의 진정한 최종보스인 노이즈에 의해 세뇌되어 악에 물들었다는 실상이 밝혀져 본 작의 최종보스는 아니었으며 원래는 메이저 랜드의 왕이다. 36화에서 딸인 큐어 뮤즈로 인해서 본래의 착한 마음을 되찾는다. 원래의 모습으로 돌아온 이후 성격은 유쾌하며 딸을 지극히 아끼는 팔불출 아버지이다.
세이렌
쿠로카와 엘렌 문서 참조.
바스도라 / 베이스 드럼
성우 - 오노 아츠시 / 안효민
원래는 궁전을 지키던 호의무관중 한 명. 노이즈한테 조종당한 메피스토의 의해 트리오 더 마이너 멤버됨, 저음을 담당하며 풍성한 수염이 인상적이다. 37화에서 팔세토로 인해 괴물의 모습으로 각성되었다가 43화에서 메피스토가 정화해서 프리큐어를 도와준다. 46화에서 위기에 빠진 큐어 멜로디를 구해주고 바리톤과 노이즈에게 흡수 당하지만 48화에서 본래의 모습으로 돌아온다.
바리톤
성우 - 오오바야시 요헤이 / 이현
원래는 궁전을 지키던 호의 무관중 한 명. 노이즈한테 조종당한 메피스토의 의해 트리오 더 마이너 멤버됨, 중음을 담당하며 푸른색의 긴 머리의 미청년의 모습이다. 37화에서 팔세토로 인해 괴물의 모습으로 각성되었가 43화에서 메피스토가 정화 해서 프리큐어를 도와준다.46화에서 위기에 빠진 큐어 멜로디를 구해주고 바스도라와 노이즈에게 흡수 당하지만 48화에서 본래의 모습으로 돌아온다.
팔세토
성우 - 나라 토오루 / 신경선
원래는 궁전을 지키던 호의 무관중 한 명. 노이즈한테 조종당한 메피스토의 의해 트리오 더 마이너 멤버됨, 고음을 담당하며 분홍색 단발머리를 하고 있으며 간혹 삑사리가 날 때가 있다. 36화에서 메피스토가 큐어 뮤즈로 인해 정화되자 노이즈에게 빙의된 것인지 숨기고 있던 정체를 밝힌 것인지 알 수 없으며, 예전 모습과는 매우 상반되는 모습을 드러냈다. 46화에서 노이즈에게 흡수 당하며, 48화에서 본래의 모습으로 돌아온다.
네가톤
성우 - 오오바야시 요헤이 / 김혜성
사물에 붙여진 전설의 음표가 부정적인 에너지와 결합되어 생성된다.
노이즈
성우 - 나카오 류세이 / 김혜성
스위트 프리큐어♪의 진정한 최종보스. 마이너 랜드의 진정한 왕. 38화에서 아코한테 접근, 몰래 스파이 노릇을 하였으며, 40화에 정체를 드러냈다. 그리고 프리큐어가 모은 음표를 모두 빼앗고, 불행의 멜로디를 완성시켜 완전한 모습으로 나타내는데 이 때의 모습은 거대한 새형태로 있다. 인간계와 메이져랜드 사람들을 모두 석화로 만들고 트리오 더 마이너까지 흡수해 파워 업 하지만 47화에서 프리큐어들에게 패배하고 정화된다. 48화에서 다시 피짱으로 태어나며 히비키 일행과 새로운 삶을 시작하게 된다.

### 프리큐어의 주변인물

#### 호죠 일가
호죠 단 (北条 団) / 최동운
성우 - 단 토모유키 / 이현
히비키의 아버지. 성 마리아 학원 중학부에 음악교사이며, 천재라 불리는 세계적인 음악가이다.
호죠 마리아 (北条 まりあ) / 마리아 정
성우 - 유키노 사츠키 / 문유정
히비키의 어머니로 세계적인 바이올리니스트이다.

#### 미나미노 일가
미나미노 소스케 (南野 奏介)
성우 - 오오카와 토오루 / 안효민
카나데의 아버지. 케이크 가게 'Lucky Spoon'의 주인 겸 파티시에.
미나미노 미소라 (南野 美空)
성우 - 이마이 유카/ 이유리
카나데의 어머니. 엄청난 동안의 외모를 자랑한다.
미나미노 소타 (南野 奏太) / 주태성
성우 - 코바야시 유미코 / 박고운
카나데의 남동생이자 아코와는 같은 반이다.

#### 사립 마리아 학원 중등부
오지 마사무네 (王子 正宗) / 한성훈
성우 - 오다 히사후미 / 김혜성
히비키와 카나데의 학교 선배. 카논마을의 음악 악단인 '음악 왕자대'의 리더. 히비키의 아버지인 호죠 단을 매우 존경하고 있다. 여학생들에게 폭발적인 인기를 구가하고 있으며, 카나데의 동경의 인물이기도 하다. 성실하고 다정한 성격으로 곤란해 하는 사람이 있으면 내버려두지 못한다.
니시지마 와온 (西島 和音) / 서하은
성우 - 기부 유코 / 윤아영
히비키의 절친으로 운동을 좋아하는 소녀이다. 히비키가 휘파람을 불면 언제 어디서든 나타나 히비키를 도와주곤 한다.
히가시야마 세이카 (東山 聖歌) / 성가연
성우 - 니시노 요코 / 박고운
제과(스위츠)부의 부장. 카나데로부터 스위츠 공주라 불린다.

## 방영 목록
- 방송일은 아사히 방송 기준.

## 극장판
극장판 스위트 프리큐어♪ 되찾아라! 마음이 이어주는 기적의 멜로디♪
2011년 10월 29일 공개. 큐어 비트와 큐어 뮤즈가 영화 첫 등장.

### 크로스 오버 극장판
극장판 프리큐어 올스타즈 DX3 미래에 닿아라! 세계를 잇는☆무지갯빛 꽃
2011년 3월 19일 공개.
극장판 프리큐어 올스타즈 뉴 스테이지 미래의 친구
2012년 3월 17일 공개.
극장판 프리큐어 올스타즈 뉴 스테이지 2 마음의 친구
2013년 3월 16일 공개.
극장판 프리큐어 올스타즈 뉴 스테이지 3 영원의 친구
2014년 3월 15일 공개.
극장판 프리큐어 올스타즈 봄의 카니발♪
2015년 3월 14일 공개.
극장판 프리큐어 올스타즈 모두 함께 노래하다♪ 기적의 마법!
2016년 3월 19일 공개.
극장판 허긋토! 프리큐어♡두 사람은 프리큐어 올스타즈 메모리즈
2018년 10월 27일 공개. 프리큐어 15주년 기념작으로, 전작인 두 사람은 프리큐어 외 프리큐어 전 작품을 콜라보한 크로스 오버 작품이다.
극장판 프리큐어 미라클 유니버스
2019년 3월 16일 공개.
극장판 프리큐어 올스타즈 F
2023년 9월 15일 공개. 프리큐어 20주년 기념작이다.